# Folie à deux
Pour les articles homonymes, voir Folie à deux (homonymie).
 Mise en garde médicale
La psychose partagée ou psychose induite est un phénomène psychiatrique résultant de l'adoption de la thématique délirante d'un individu psychotique et du mode de vie qui y est lié par un proche également psychotique. Telles les sœurs Papin, deux ou plusieurs personnes construisent leur vie ou une partie de leur vie ensemble autour d'un délire commun. Selon les cas, on parle de folie à deux ou de folie à plusieurs, à trois, à quatre voire plus, rarement, quand par exemple les enfants d'un même foyer reproduisent le délire d'un des parents, de folie en famille .
La folie partagée peut être à l'origine de phénomènes de psychose collective mais ne se confond pas avec les épisodes de délire épidémique dus à une pharmacopsychose.

## Histoire de la clinique
En 1856, le médecin des asiles Dagron témoigne des obstacles rencontrés dans sa tentative de soigner deux sœurs de trente huit et trente six ans liguées contre leur père et les hommes par lesquels elles sont persuadées d'être violées à leur insu. En 1859, Moreau de Tours rend compte du cas de deux patients hospitalisés à la Salpétrière qui ont un même délire, Baillarger, son collègue de Charenton, répondant dès l'année suivante que le phénomène est déjà bien connu. En 1865, il fait une nouvelle observation, celle de deux sœurs souffrant d'hallucinations auditives, chacune persuadée d'être douée de télépathie grâce à un télégraphe implanté dans le cerveau. En 1868, Maret, interne de l'asile de Saint Yon, consacre un chapitre d'une thèse novatrice aux « délires en partie double » et les rapportent à la vie commune adoptée par les patients.
Aux lendemains de la Commune, treize cas d'« idées de persécution communiquées ou folie à deux » sont recensés et exposés par Legrand du Saulle pour étayer l'hypothèse d'une transmission héréditaire. A l'inverse, Falret, sans exclure de possibles cas héréditaires, a auparavant mis en évidence le caractère exceptionnel des circonstances qui président à l'émergence d'une folie à deux et pour cette raison repris à Baillarger le concept de « folie communiquée » mais ce n'est que le 30 juin 1873, deux ans et demi après la mort de l'aliéniste, que son disciple Lasègue présente à la Société médico-psychologique ces travaux dont la synthèse sera publiée quatre ans plus tard. Outre la survenue de ces circonstances particulières, dite « loi du milieu clos », encore faut il que se réalise une condition nécessaire, le caractère de vraisemblance du discours délirant transmis, ce que dans les années cinquante Delay, reprenant une terminologie clérambaldienne, appellera la « loi de l'induction du délire ».
Qu'un discours délirant soit assez vraisemblable pour qu'un tiers y adhère et qu'un consensus inquiétant, fût-il réduit à deux, puisse se faire sur des idées invraisemblables remet suffisamment en cause les fondements des vérités admises pour que certains, à la suite de l'interne et futur professeur de pathologie mentale de la faculté de Bordeaux Régis, voient dans le concept de folie communiquée un artefact causé par des coïncidences chronologiques de sorte qu'il conviendrait de ne parler que de « folie simultanée ». La consensuelle classification en trois catégories que l'année suivante propose Montyel, trentenaire partisan de l'hérédodégénérescence, se veut pratique et reste purement phénoménologique. Elle ne résout pas la difficulté épistémologique que sont ces « cas intermédiaires » entre discours absurde et discours accessible au sens commun.
Il faut attendre l'entre deux guerres et les travaux de Clérambault sur l'automatisme mental pour que soient déchiffrés les mécanismes inscrivant le délire, jusqu'alors conçu comme une altération croissante du discours, positivement dans un système de langage, par essence communicant et partagé. Affinant et croisant les observations avec Lamache, il note que la folie à plusieurs est une collaboration positive aux délires respectifs de personnalités paranoïaques inventant un « Roman » unique auquel, par une « division du travail », chacun apporte ce qu'il tire de son caractère propre. C'est pourquoi il convient de définir distinctement ce qui est « Psychose simultanée » et ce qui est « Délire communiqué » : « Les délires (autrement dit les convictions et sentiments) se transmettent, mais non les psychoses (autrement dit les mécanismes génétiques de ces délires) ». La folie à deux fonde Clérambault à argumenter une clinique qui ne réduit pas la psychose à ses symptômes mais appelle à en comprendre la psychogenèse dans les formes du langage, leçon que son interne Lacan tirera en 1932 dans sa thèse de doctorat.
Depuis, l'expression « folie à deux » a été reprise telle quelle dans les langues étrangères mais la notion demeure cantonnée à un épiphénomène transnosographique sans valeur de diagnostic. A la fin du XXe siècle, le DSM, classification à fins statistiques de l'Association américaine de psychiatrie, désigne le phénomène par l'expression plurivoque de trouble psychotique partagé et la CIM, classification de l'OMS, par celle tout autant plurivoque de trouble délirant induit, d'autres items permettant de préciser la sémiologie du « trouble ».

## Exemple
Le syndrome de folie à deux est le plus souvent diagnostiqué lorsque deux ou plusieurs patients vivent à proximité, sont socialement ou physiquement isolés et ont peu d'interaction avec les gens du monde extérieur.
Margaret et son mari Michael, tous les deux âgés de trente quatre ans, vivent ensemble et expriment un délire de persécution de même contenu. Ils croient que certaines personnes s'introduisent dans leur maison, y répandent de la poussière et  « usent leurs chaussures ». A été posé un diagnostic de contagion émotionnelle.

## Folie imposée et folie simultanée
La manière dont une personne adopte entièrement ou en partie les idées délirantes d'une autre permet de différencier deux types de psychose partagée.
La folie imposée
L'idée délirante est imposée par une personne dominante, qualifiée de primaire, inductrice ou principale, à une ou plusieurs autres personnes, qualifiées de secondaires, receveuses ou associées. Le sujet secondaire n'entre dans le délire du sujet primaire que parce qu'il est laissé à lui-même. Le traitement de la personne primaire seule suffit souvent à faire disparaître les idées délirantes chez la personne secondaire.[réf. nécessaire]
La folie simultanée
Les deux personnes souffrent d'idées délirantes de manière indépendante avec influence réciproque des délires. Les idées délirantes deviennent identiques ou très proches. Dans certains cas, le délire est déclenché par la rencontre des deux sujets.

## Du délire partagé à la psychose collective
La folie à deux est une curiosité psychiatrique. Le DSM IV[Quand ?] propose qu'une personne ne peut être diagnostiquée comme délirante à partir du moment où la croyance en question est ordinairement partagée par d'autres personnes qui ont la même culture ou sous-culture. Toutefois, se pose le problème de savoir à quel moment une croyance considérée comme délirante dans le cadre d'une folie à plusieurs, devient légitime du fait d'un grand nombre de personnes qui la partage. Quand un grand nombre de personnes commence à croire à des choses de manière évidemment fausse et potentiellement inquiétante, que ces choses soient partagées uniquement par ouï-dire, ces croyances ne sont pas considérées comme des délires, mais sont plutôt évoquées sous le terme d'hystérie collective.

## Folie à deux et pharmacopsychoses
Des intoxications de masse telle que l'ergotisme peuvent donner l'impression d'une folie contagieuse. À la fin des années soixante, des armes chimiques, comme l'anticholinergique BZ, ont été mises au point pour provoquer de telles « psychoses collectives »,. Celles-ci sont toutefois caractérisées par des hallucinations plus ou moins identiques qui cessent quand l’intoxication cesse, du moins chez les sujets non psychotiques, et non par un délire commun qui sert à construire des conditions de vie compatibles avec l'angoisse de morcellement.
Des pharmacopsychoses collectives peuvent être aussi provoquées dans un cadre rituel, comme l'ont expérimenté, en 1999, des anthropologues qui, au cours d'une étude sur des populations de la forêt tropicale d'Amérique du Sud, avaient consommés un breuvage de lianes, l'ayahuasca.

## Du partage du délire au passage à l'acte
Le psychiatre Jacques Lacan, lie, à propos du cas des soeurs Papin, la conclusion meurtrière du délire de celles ci au développement d'une folie à deux : « Elles n'avaient pas même entre elles la distance qu'il faut pour se frapper. Frapper devient pour cet étrange couple de sœurs une tentative désespérée de mise à distance ; cette tentative est désespérée car elle tente un forçage : celui d'inscrire une discrimination, fondatrice d'altérité, qui ne l'est pas dans le registre symbolique pour ces sujets ».

## La folie à deux dans la fiction

### Cinéma
- Dans La Cérémonie de Claude Chabrol (1995), deux jeunes femmes en arrivent à abattre toute une famille au fusil de chasse.
- L'intrigue du film Bug (2006) tourne autour d'une femme qui, isolée avec un schizophrène dans une chambre d'hôtel, finit par adhérer à la vision délirante du monde que celui-ci lui renvoie.
- Le film Intruders (2011) est basé sur un délire vécu par un père et sa fille.
- Dans le film The Vanished (2020), il est question de folie à deux pour expliquer les mésaventures des protagonistes.
- En 2024 sort Joker : Folie à deux du réalisateur Todd Phillips, suite de son film Joker de 2019[30].

### Télévision
- Folie à deux est le titre du dix-neuvième épisode de la cinquième saison de la série télévisée de science-fiction The X-Files, diffusé en 1998[31].
- Les épisodes Cruelles vidéos (2006) et L'Ennemi du Diable (2012) de la série télévisée Esprits criminels tournent autour du thème de la folie à deux, qui est explicitement mentionnée par le Dr Spencer Reid dans chaque épisode[32],[33].
- Dans la série Bates Motel (2013) créée par Carlton Cuse, le personnage principal est un adolescent qui développe une psychose autour des idées délirantes et paranoïaques de sa mère.
- Dans le dernier épisode de la deuxième saison de la série télévisée Scream (2016), Emma Duval et Audrey Jensen développent une psychose partagée autour des meurtres du Ghostface.
- Dans la série Chance (2017), produite en partie par Kem Nunn et Hugh Laurie, Eldon Chance diagnostique une folie à deux entre le meurtrier instable Ryan Lewis et le procureur adjoint Frank Lambert. Le neuvième épisode de la deuxième saison s'intitule d'ailleurs Psychose partagée.
- Dans le deuxième épisode de la première saison de la série Tales of the Walking Dead (2022), créée par Channing Powell, les personnages Blair et Gina sont amenés dans une relation de folie à deux.

### Musique
- Un des albums du groupe américain Fall Out Boy s'intitule Folie à deux (2008).